# Reseda barrelieri
Reseda barrelieri är en resedaväxtart. Reseda barrelieri ingår i släktet resedor, och familjen resedaväxter.

## Underarter
Arten delas in i följande underarter:
- R. b. barrelieri
- R. b. sessiliflora
- R. b. macrocarpa